# 竹屋町通

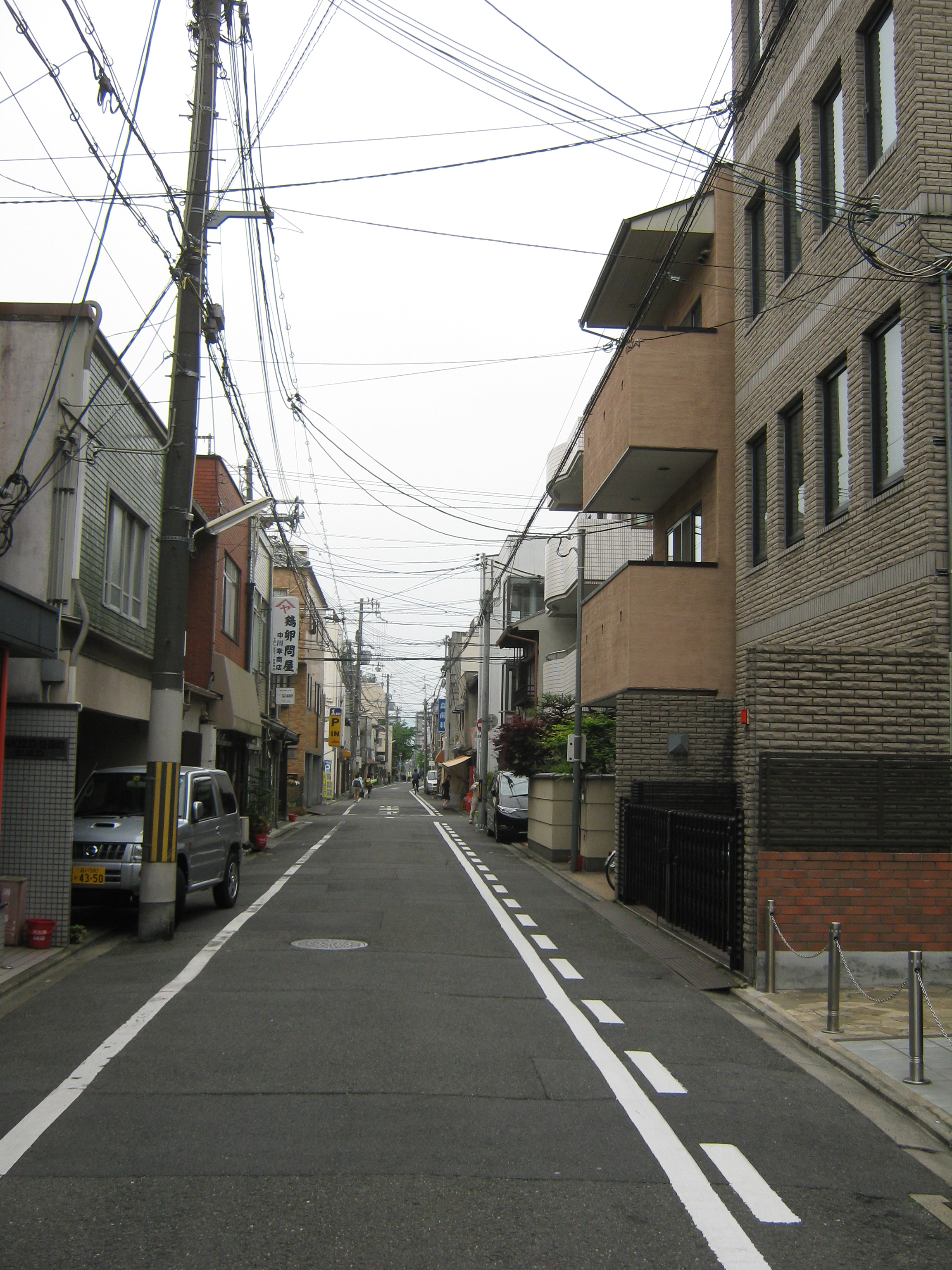
竹屋町通・京都市中京区

竹屋町通（たけやまちどおり）は京都市内の東西の通りの一つ。東は平安神宮西端の桜馬場通から西は千本通まで。途中鴨川を挟む川端通と土手町通の間で分断されている。また土手町通と寺町通の間ではやや南にずれている。丸太町通の一本南にあたり、二条城の北端を通っている。鴨川から東は東竹屋町通と呼ばれることもある。
平安京の大炊御門大路（おおいのみかどおおじ）にあたる。江戸時代には職人の町として知られた。寺町通との交差点の東に行願寺（革堂）がある。

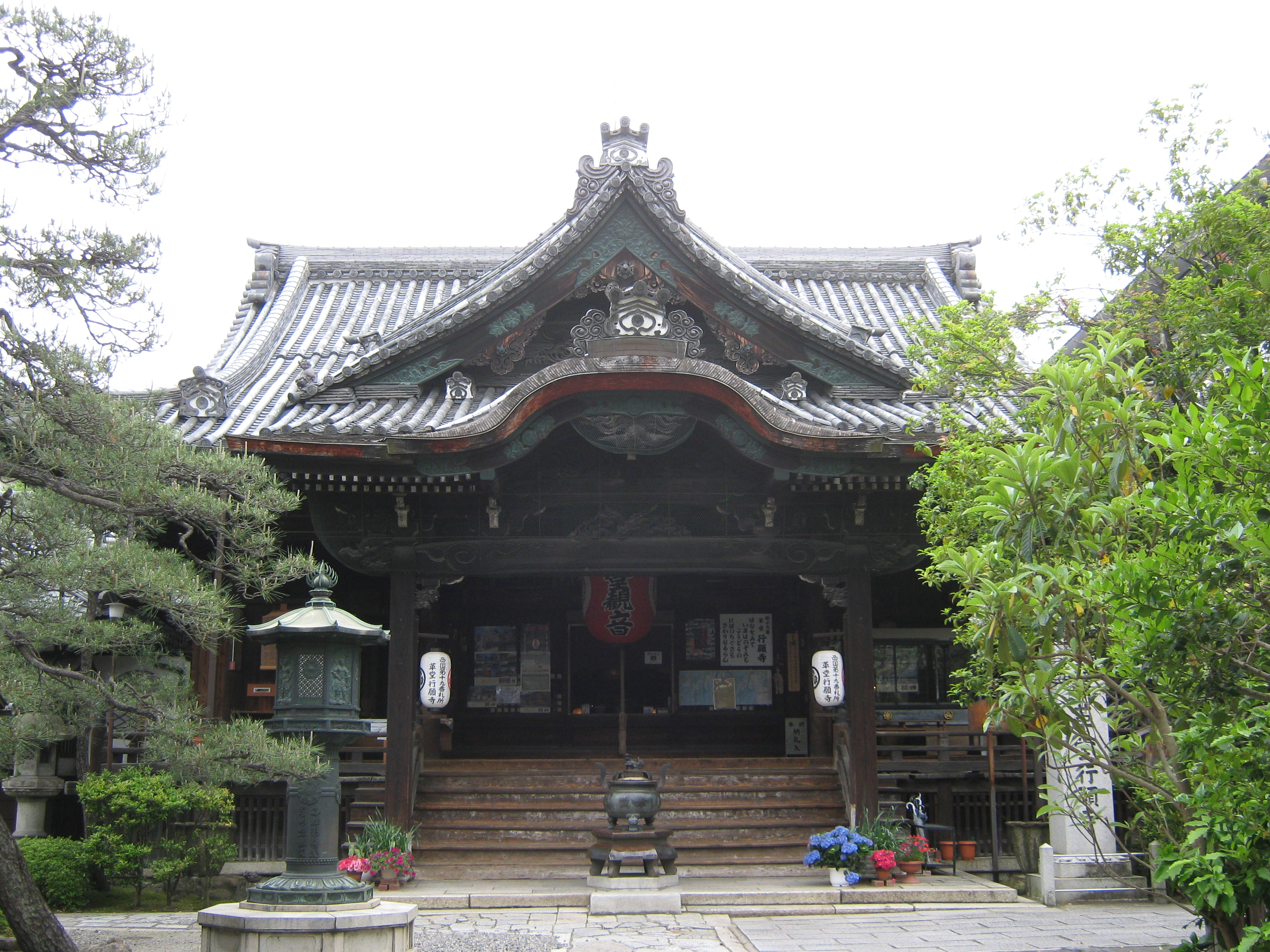
行願寺・京都市中京区

## 主な沿道の施設
- 行願寺
- 京都地方裁判所
- 京都弁護士会館
- 御所南小学校
- ハートピア京都
- 京都踏水会
- 京都大学熊野寮
- 京都大学熊野職員宿舎